# NGC 1090
NGC 1090 (другие обозначения — UGC 2247, MCG 0-8-11, ZWG 389.11, IRAS02440-0027, PGC 10507) — галактика в созвездии Кит.
Этот объект входит в число перечисленных в оригинальной редакции «Нового общего каталога».
В галактике вспыхнула сверхновая SN 1962K, её пиковая видимая звездная величина составила 18,2.